# Université d'État de Louisiane
L’université d'État de Louisiane (en anglais : Louisiana State University) généralement connue sous le nom de LSU, est une université publique et coéducationnelle située à Baton Rouge en Louisiane aux États-Unis.
Elle a ouvert en 1860 à Pineville sous le nom de Louisiana State Seminary of Learning & Military Academy et a été renommée et déplacée en 1870.

## Présentation
Campus principal du système universitaire de Louisiane, LSU inclut neuf universités aînées et trois écoles, en plus des centres spécialisés, divisions, et instituts.
LSU accueille environ 30 225 étudiants en 2015, nombre qui a temporairement augmenté en 2006 d'environ 5 % avec l'arrivée des étudiants de La Nouvelle-Orléans déplacés par l'ouragan Katrina. Ils sont encadrés par 1 399 professeurs affiliés.
La LSU est l'une des seulement treize universités américaines indiquées comme centre de recherche sur la terre, la mer et l'espace. Quoique université anglophone, LSU est connue pour son centre d'études francophones, un des plus grands des États-Unis, dirigé par le linguiste Bernard Cerquiglini.

## Personnalités liées à l'université

### Professorat
- Laura Mullen, poétesse
- Tip Toland, sculptrice

### Étudiants
- Seimone Augustus
- Odell Beckham Jr.
- Joe Burrow
- James Carville
- Ja'Marr Chase
- Claire Lee Chennault
- Armand Duplantis
- Edwin Edwards
- John Bel Edwards
- Maxime Faget
- Justin Jefferson
- Hubert Humphrey
- Pete Maravich
- Shaquille O'Neal
- Lindsey Pelas, mannequin et actrice
- Addison Rae
- Angel Reese
- Steve Scalise
- Patrick F. Taylor, milliardaire fondateur de Taylor Energy Co.

## Sport universitaire
Au niveau sportif, les Tigers de LSU défendent les couleurs de l'université.